# Martin Sinner
Martin Sinner, né le 7 février 1968 à Coblence, est un ancien joueur de tennis professionnel allemand.

## Palmarès

### Titres en simple messieurs
| No | Date       | Nom et lieu du tournoi           | Catégorie    | Dotation  | Surface         | Finaliste        | Score           |          |
| -- | ---------- | -------------------------------- | ------------ | --------- | --------------- | ---------------- | --------------- | -------- |
| 1  | 06-03-1995 | Copenhagen Open, Copenhague      | World Series | 203 000 $ | Moquette (int.) | Andreï Olhovskiy | 63-7, 7-68, 6-3 |          |
| 2  | 03-04-1995 | South African Open, Johannesburg | World Series | 303 000 $ | Dur (ext.)      | Guillaume Raoux  | 6-1, 6-4        | Parcours |

### Finale en double messieurs
| No | Date       | Nom et lieu du tournoi          | Catégorie    | Dotation  | Surface    | Vainqueurs                       | Partenaire    | Score         |          |
| -- | ---------- | ------------------------------- | ------------ | --------- | ---------- | -------------------------------- | ------------- | ------------- | -------- |
| 1  | 03-04-1995 | South African Open Johannesburg | World Series | 303 000 $ | Dur (ext.) | Rodolphe Gilbert Guillaume Raoux | Joost Winnink | 6-4, 3-6, 6-3 | Parcours |